# Старо вашариште (Пирот)
Старо вашариште  је археолошко налазиште које се налази у Пироту, јужно од локалитета Петља. Током изградње градске инфраструктуре откривени делови термалног објекта, током седамдесетих година 20. века. Остаци нису истражени ни презентовани. Током 2006. године, приликом изградње савремених објеката, откривени су остаци античких грађевина. Истражена је вила која се датује у период између 2. и 4. века.